# Salasco
Salasco är en ort och kommun i provinsen Vercelli i regionen Piemonte, Italien. Kommunen hade 225 invånare (2018).